# 天津赛马史
天津赛马史指天津市赛马业的历史，天津赛马业的历史主要集中在1863年到1945年近90年的时间内，当时先后共有天津英商赛马会、天津华商赛马会等七个赛马会组织以及七个跑马场。第二次世界大战结束后，天津赛马业被逐步取缔。中华人民共和国成立后，天津赛马业不复存在。

## 清朝时期
天津赛马活动始于清朝同治二年（1863年）五月，由英法联军炮场工程师共同出资创办，在海光寺一带空地上举行了天津的第一次赛马会。之后，天津英租界建立了常设机构，每年春、秋两季都举办赛马活动。当时海光寺的马场跑道约为1.25英里长。
- 清同治十年(1871年)，跑马场被洪水毁坏。于是，由赛马会的秘书司徒瓦特在天津英租界沿河坝道（今台儿庄路）和海大道（今大沽北路）临时设计了一个跑马场来代替海光寺的跑马场。[1]
- 清光绪二年（1876年），在当时的美国兵营(今广东路与马场道交叉处)附近，又开辟了另一个赛马会。
- 清光绪十二年（1886年），天津海关税务司、英国籍德国人德璀琳获得直隶总督李鸿章赠予的佟楼附近养牲园约二百亩的土地上（今天津干部俱乐部一带），建造赛马会和乡谊会。
- 1887年，随着西方各国商人参加赛马活动人数的增加，英商赛马会更名为“西商赛马会”。[2]
- 1900年，英商赛马场被义和团焚毁。此后，八国联军侵占天津，联军在海大道张氏坟地附近（今大沽路）圈地搭席棚，建立赛马场。
- 1901年，联军与德璀琳合作重建佟楼以南的赛马场，1925年，赛马场全部建成，在当时命名为天津英商赛马会并在英国政府立案。由于当时赛马会所在地不属于天津英租界，于是由天津英商赛马会出资，从天津英租界至赛马场修建了一条马路，即马场道。在当时，天津英商赛马会内一切事项统由英国包办，马主人、骑马师均系英国籍，最初，马会还禁华人入内，后来由于天津华商赛马会成立，便开放华人购门票入场，观看赛马及购买马票。天津英商赛马会的赛马场为椭圆形，设有3座看台，为第一看台：会员及来宾看台、第二看台:特别看台和第三看台:普通看台。每场赛马会入口均有印度巡捕站岗验证券。[3]

## 中华民国大陸时期
- 中华民国九年（1920年），由当时北洋财政总长王克敏的亲信李宣威、天津警察厅督察长丁振芝、在英租界工部局任职的丁履芝等人，策划组织并组办天津赛马会有限股份公司，在直隶省天津警察厅立案。并在南开区(原玻璃纤维厂附近)购买大片土地，动工修建，于1920年竣工，正式开始赛马。天津华商赛马会的办公地点设在泰安俱乐部（今河北路泰安里）。华商赛马会创立之初，缺乏大量骑马师，因此组办方不得不从上海聘请，后来，天津才逐渐产生一批骑马师。[4]
- 中华民国十四年（1925年），英商赛马会跑马场由当时的北洋政府直隶交涉署正式承认划归天津英租界。
- 中华民国十七年（1928年）10月，南京国民政府天津特别市政府禁止华商赛马，并将赛马场收归市有。
- 中华民国二十一年（1932年）秋季，由天津华商赛马会和日本人合作成立的万国赛马会在东局子完工，随即正式开张赛马。
- 中华民国二十四年（1935年），天津出现走马赛会，发起人为上海兴业银行总经理陆锡侯。
- 中华民国二十六年（1937年），“七七事变”后，日军侵占天津，华商赛马会和万国赛马会均停止活动。
- 中华民国二十八年（1939年），中国和日本合办成立了天津赛马俱乐部，该俱乐部完全由日本特务机关控制。
- 中华民国三十年（1941年），东局子万国马场恢复赛马，少数朝鲜和日本骑师参加。
- 中华民国三十四年（1945年），天津英国赛马会由天津赛马俱乐部接收。英国赛马会旁的乡谊俱乐部改为国际俱乐部。不久，天津赛马俱乐部改组为华北赛马会天津支部并由日本骑马师和中国骑马师共同参加赛马。在这一时期，赛马日期增多，除春秋两季正赛外，只要天气条件允许，每星期六、日都有赛马。同年秋，日本投降后，华北赛马会天津支部停止活动，随即解散。[5]

## 内部链接
- 上海跑马厅